# Венизелос, Евангелос
Ева́нгелос Венизе́лос (греч. Ευάγγελος Βενιζέλος; 1 января 1957, Салоники) — греческий государственный и политический деятель, юрист.

## Биография
Евангелос Венизелос родился в Салониках. Имеет общую фамилию с греческим премьер-министром Элефтериосом Венизелосом, однако не имеет даже отдаленных родственных связей с ним, а его предки никогда не изменяли фамилию.
В период 1974—1978 годов был студентом Университета Аристотеля в Салониках. Окончил аспирантуру в Университете Париж II в 1980 году, получил докторскую степень в области права в Университете Аристотеля в Салониках.
В 1984 году Венизелос стал преподавателем Университета Аристотеля, а затем профессором конституционного права. Среди других позиций он занимал должность в совете Национального центра государственного управления, Национального банка Греции и Комитета регионального радио (независимый орган, ответственный за надзор за местными радиостанциями в Греции).
Евангелос Венизелос — автор ряда книг, монографий и статей, касающихся будущего системы высшего образования в Греции, а также текущих политических вопросов и СМИ, внешней политики, культуры и политики развития. Свободно владеет французским и английским языками.
Женат на Лиле А. Бакацелу. Имеет дочь.

## Политическая карьера
Ещё в студенческие годы Евангелос Венизелос входил в Центральный совет студенческого союза Университета в Салониках (FEAPT) (с 1977 года) и Национальный студенческий союз Греции (EFEE) с 1975 года. Членом ЦК ПАСОК он стал в 1990 году. Входил в Исполнительный политический комитет ПАСОК.
Евангелос Венизелос избирался членом Греческого парламента от партии ПАСОК в избирательном округе Салоник в 1993, 1996 и 2000 годах. Он был членом парламентского комитета по пересмотру Конституции. Избирался председателем парламентской фракции ПАСОК в 1993, 1996, 2000, 2004 и 2007 годах. Кроме того, он был членом Постоянного комитета по вопросам национальной обороны и иностранных дел, по вопросам государственного управления, общественного порядка и юстиции и по европейским делам.
Впоследствии занимал ряд ключевых постов в социалистических кабинетах под руководством Константиноса Симитиса. Венизелос был представителем правительства с 13 октября 1993 по 8 июля 1994, министром по делам печати и СМИ и одновременно представителем правительства до 15 сентября 1995, когда получил портфель министра транспорта и связи Греции. Эту должность он занимал до 22 января 1996. Являлся министром юстиции Греции до 5 сентября 1996, министром культуры Греции до 19 февраля 1999. После этого до 13 апреля 2000 был министром по вопросам развития и вновь министром культуры (до 10 марта 2004).
После поражения ПАСОК на парламентских выборах 2007 года Евангелос Венизелос был кандидатом в лидеры партии. Однако на общепартийных выборах уступил Георгиосу Папандреу, получив 38,18 % против 55,91 % голосов.
При формировании ПАСОК кабинета министров 7 октября 2009 получил пост министра национальной обороны Греции. После перестановок в кабинете, произведённых 17 июня 2011 в условиях острого политического и финансового кризиса, занял ключевые посты заместителя премьер-министра и министра финансов страны.